# 마비
마비(痲痺, 영어: paralysis)는 하나 이상의 근육에 대한 근육 기능을 잃어버리는 상태이다. 마비는 운동 및 감각 쪽에 손상이 있는 경우 영향을 받는 부위에 감각 소실을 동반할 수 있다. 50명의 사람 중 1명 정도가 특정한 형태의 마비를 진단받았으며 일시적일 수도, 아니면 영구적일 수도 있다.
마비의 영어 낱말 paralysis는 그리스어 낱말 παράλυσις에서 온 것으로, "신경의 비활성화"를 뜻하는데 옆을 뜻하는 παρά (para), 잃는 것을 뜻하는 λύσις (lysis)에서 비롯한 것이다.
불수의적 떨림(involuntary tremors)을 동반한 마비는 중풍이라고 한다.

## 같이 보기
- 척수외상
- 대마비
- 목발 마비